# Шараноподобни (надразред)
Шараноподобните или Сомоподобни (Ostariophysi) са надразред животни от клас Лъчеперки (Actinopterygii).
Те включват 5 съвременни разреда с близо 8 хиляди вида и са вторият по многообразие на видовете надразред риби, обхващайки 28% от всички видове риби и 68% от сладководните. Много видове се използват за храна, за спортен риболов, за декоративни и изследователски цели.

## Разреди
Надразред Ostariophysi – Шараноподобни, Сомоподобни
- Разред Characiformes – Харацидоподобни, Харацинови, Тетри
- Разред Cypriniformes – Шараноподобни
- Разред Gonorynchiformes – Гонорихоподобни
- Разред Gymnotiformes – Гимнотоподобни,
- Разред Siluriformes – Сомоподобни, Сомове